# Moronobu Hishikawa
Moronobu Hishikawa (jap. 菱川師宣 Hishikawa Moronobu; ur. 1618, zm. 25 lipca 1694) – japoński malarz, pionier techniki ukiyo-e.

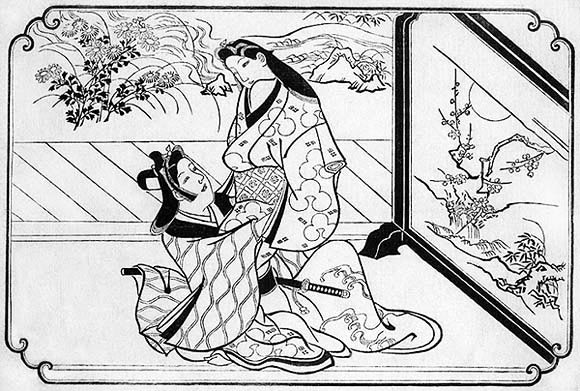
Drzeworyt Moronobu Hishikawy

Początkowo stosował drzeworyt ilustrując książki, z czasem jego doskonałe ilustracje stały się samodzielnymi dziełami sztuki. Drzeworyt Za parawanem znajduje się w zbiorach Muzeum Narodowego w Krakowie.